# 에메센
에메센(Emesene)은 마이크로소프트의 닷넷 메신저 서비스를 사용하기 위해 만들어진 오픈 소스 인스턴트 메신저이다. 이 메신저는 윈도우 라이브 메신저의 복제물이다. 에메센이라는 이름은 MSN의 스페인어, 프랑스어, 포르투갈어의 발음에서 따왔다.
에메센은 GPL 라이선스로 배포되며, 윈도 라이브 메신저의 공식적인 기능을 구현하는데 목적을 두고 있다.

## 개발
에메센은 바이너리 형태로 마이크로소프트 윈도우, OS X, 리눅스를 모두 지원한다. 에메센의 소스 코드는 파이썬, GTK+, PyGTK, PyCairo로 작성되었다.